# Elachista gerasimovi
Elachista gerasimovi é uma espécie de insetos lepidópteros, mais especificamente de traças, pertencente à família Elachistidae. A espécie é endêmica do Usbequistão.
A envergadura é de 9 mm para as fêmeas. As asas dianteiras são de cor marrom escuro, com um brilho bronze e marcas brilhantes de ouro. As asas dianteiras são de colocação castanha acinzentada, mas mais pálida na parte basal.
Esta espécie foi nomeada em homenagem ao entomologista russo A.M. Gerasimov.